# Gephyromyza varipes
Gephyromyza varipes är en tvåvingeart som beskrevs av Malloch 1933. Gephyromyza varipes ingår i släktet Gephyromyza och familjen myllflugor. Inga underarter finns listade i Catalogue of Life.